# I Wish You a Merry Christmas
I Wish You a Merry Christmas è un album in studio del cantante e attore statunitense Bing Crosby, pubblicato nel 1962.

## Tracce
Side 1
1. Winter Wonderland – 2:27 (Felix Bernard, Richard B. Smith)
2. Have Yourself a Merry Little Christmas – 2:52 (Hugh Martin, Ralph Blane)
3. What Child Is This? / The Holly and the Ivy – 3:23 (William Chatterton Dix; Traditional)
4. The Little Drummer Boy – 3:02 (Katherine K. Davis, Henry Onorati, Harry Simeone)
5. O Holy Night – 3:36 (Adolphe Adam, John Sullivan Dwight)

Side 2
1. The Littlest Angel – 4:03 (Mack David, Simon Rady)
2. Let It Snow! Let It Snow! Let It Snow! – 2:09 (Sammy Cahn, Jule Styne)
3. Hark! The Herald Angels Sing / It Came upon the Midnight Clear – 3:08 (Felix Mendelssohn; Richard Storrs Willis)
4. Frosty the Snowman – 2:16 (Steve Nelson, Walter E. Rollins)
5. Pat-a Pan / While Shepherds Watched Their Sheep – 2:53 (Traditional)
6. I Wish You a Merry Christmas – 1:54 (Traditional)